# Kő-lik-völgyi 1. sz. üreg
A Kő-lik-völgyi 1. sz. üreg a Duna–Ipoly Nemzeti Parkban található Vértes hegységben, Csákváron lévő egyik barlang. A látványos barlang triász dolomitban alakult ki.

## Leírás
Csákvár külterületén, fokozottan védett területen, erdőben helyezkedik el a barlang. Csákvár központjától NY-ra, a Kő-lik-völgy elején, a völgy É-i oldalában, 226 m tszf. magasságban, sziklakibúvás aljában van a barlang bejárata. A barlang könnyen észrevehető a Kő-lik-völgyön keresztülhaladó turistaútról is, amelyről keskeny ösvény vezet a völgyre tekintő barlangbejárathoz, amely 5,2 m széles, 2,3 m magas, természetes jellegű, íves alakú és vízszintes tengelyirányú. Turistatérképeken jelölve van a barlang helye barlangjellel, de (hibásan) Csákvári-sziklaodú néven. A Kő-lik-völgyi 1. sz. üreg közvetlen közelében, Ny-ra 6 m-re van a Kő-lik-völgyi 2. sz. üreg bejárata. A Kő-lik-völgyi 4. sz. üreget legegyszerűbb a Kő-lik-völgyi 1. sz. üreg tetejétől megközelíteni. A Kő-lik-völgyi 1. sz. üregtől légvonalban pontosan 75 m-re van a Kő-lik-völgyi 4. sz. üreg. A Kő-lik-völgyi 1. sz. üregtől É-ra, kb. 30 m-re található a Kő-lik-völgyi 3. sz. üreg.
A Kő-lik-völgyi 1. sz. üreg 3 m hosszú, 2,4 m függőleges kiterjedésű, 2,4 m magas és 3 m vízszintes kiterjedésű. A barlangbejárat után egy viszonylag tág, félkör alaprajzú, vízszintes aljú kőfülke található, melynek mennyezetét vékony kőzet alkotja. Befoglaló kőzete különböző méretű lekerekített dolomitkavicsból álló konglomerátum, melyben kifagyásos kőzetaprózódás és mállás miatt jött létre az üreg. Falain koromnyomok és kis feliratok vannak. A könnyen megközelíthető, könnyen, utcai ruhában járható barlang megtekintéséhez nem szükséges engedély.
2003-ban volt először Kő-lik-völgyi 1. sz. üregnek nevezve a barlang az irodalmában. Előfordul a barlang az irodalmában Csákvári-kőfülke (Horváth 1966), Csákvári kőfülke (Bertalan 1976), Kő-lik-völgyi 1. sz. barlang (Egri 2003), Kőlik-völgyi 1. sz. barlang (Kordos 1984), Kő-lik-völgyi-fülke (Kocsis 1975), Kő-lik völgyi-fülke (Egri 2003), Kőlik-völgyi fülke (Kordos 1984) és Kő-lik-völgyi–fülke (Kocsis 1975) neveken is.

## Kutatástörténet
A Természettudományi Közlöny 1943. évi 230. pótfüzetében az olvasható, hogy a természetvédelemről szóló 1935. IV. tc. alapján az Országos Természetvédelmi Tanács 1939-ben történt létrejötte óta a földművelésügyi miniszternek a vallás- és közoktatásügyi miniszterrel egyetértve hozott határozatai alapján az Országos Természetvédelmi Tanács javaslatára törvényes védelem alá került pl. a Csákvár határában (Vértes hegység) lévő, csákvári kőfülke és annak 10 négyszögöl nagyságú felszíni területe (az 1941. június 20-tól a 49.952/1941. számú FM határozat alapján).
A Horváth János által (FTC barlangkutató csoport) 1966. május 17-én írt kéziratban szó van arról, hogy a Vértes hegységben, Csákváron (Fejér megye, Bicskei járás), a Kő-lik-völgyben található a Csákvári-kőfülke. Csákvár templomától Ny-ra, 2 km-re, a temetőtől Ny-ra, 300 m-re, 203 m tszf. magasságban fekszik a barlang (térkép alapján mérve). A Kő-lik-völgy bejáratának É-i oldalán van az üreg. Megközelíthető Csákvárig vonaton, vagy autóbuszon utazva, majd innen gyalog a temető, Kő-lik-völgy útvonalon. A barlangot korábban (kb. 1926–1928) Kadić Ottokár kutatta. (Felhasznált szakirodalom a Magyar Barlangkutató Társulatban lévő 80. számú barlangkataszteri lap.) A Horváth János által végzett kutatás a barlangban az 1928-ban készült barlangfelmérés kiegészítése miatt történt. A kutatást Bertalan Károly kezdeményezte.
A barlang egy szenilis kőfülke, amelynek befoglaló kőzete triász dolomit (a fedőréteg breccsa). Kitöltése némi kőtörmelékből és agyagból áll. Nincs benne cseppkő. Az erózió miatt keletkezett barlangnak csak 1 bejárata van. A jelentéktelen barlang alaprajzi hossza 3 m, hossza a valóságban 3 m. A bejárattól mért legnagyobb függőleges kiterjedése 2 m. 12 m² alapterületű (planimetrálva) és 14 m³ térfogatú. Horváth János 1966. április 4-én járt az üregben. Megállapította, hogy a barlangbejárat mekkora tszf. magasságban helyezkedik el (térkép alapján), és megrajzolta a barlang szelvény térképeit. A barlang magasságának adata Kadić Ottokártól származik. (A kéziratban lévő, piros bejegyzések Bertalan Károlytól, 1966. március 11-ből származnak.)
A Csákvár Ny-i szélén található, meredeken emelkedő Haraszt-hegyről néhány, szurdokszerű völgy lejt a település felé. A Kő-lik-völgy, melynek É-i oldalában vannak a barlangok, a gánti úton, majd a temető mellett ÉNy felé vezető gyalogösvényen érhető el. A völgybejárathoz közel egy kis ösvény ágazik le az első sziklaszirtek alatt lévő kis sziklaüreghez. Ez az 1. számú barlang a Csákvári-kőfülke. Kb. 203 m tszf. magasságban helyezkedik el a dolomitbreccsában keletkezett, jelentéktelen sziklaüreg. Az FTC barlangkutató csoport az 1966. április 4-én történt barlangtérkép-készítő munkája során a Kadić Ottokár által végzett barlangfelmérést egészítette ki szelvény térképekkel.
A kézirathoz mellékelve lett egy Csákvár térkép. A térképen jelölve van az É-i irány. A térképen megfigyelhető a Kő-lik-völgyi 1. sz. üreg (1. számú barlang) földrajzi elhelyezkedése. A terepjelentésbe bekerült a Csákvári-kőfülke alaprajz térképe, hosszmetszet térképe és 2 keresztszelvény térképe. A térképek 1:100 méretarányban ábrázolják a barlangot. Az alaprajz térkép használatához a térképlapon jelölve van az É-i irány. Az alaprajz térképen és a hosszmetszet térképen megfigyelhető a 2 keresztszelvény elhelyezkedése a barlangban. A térképek a Kadić Ottokár által végzett barlangfelmérés, majd a felmérésnek az FTC barlangkutató csoport által kiegészített adatai alapján lettek rajzolva.
Az 1975. évi MKBT Beszámolóban lévő, Kocsis Antal által írt tanulmányban meg van említve, hogy a Vértes hegység barlangjainak kialakulása, mint általában a többi barlangé is, a kőzethasadékok jelenléte miatt történt. A hegységben lévő barlangok közül ettől csak a Csákvár mellett található Kő-lik-völgyi-fülke keletkezése tér el. Ez az üreg konglomerátumban, a felsőpannon beltó partszegélye mentén jött létre.

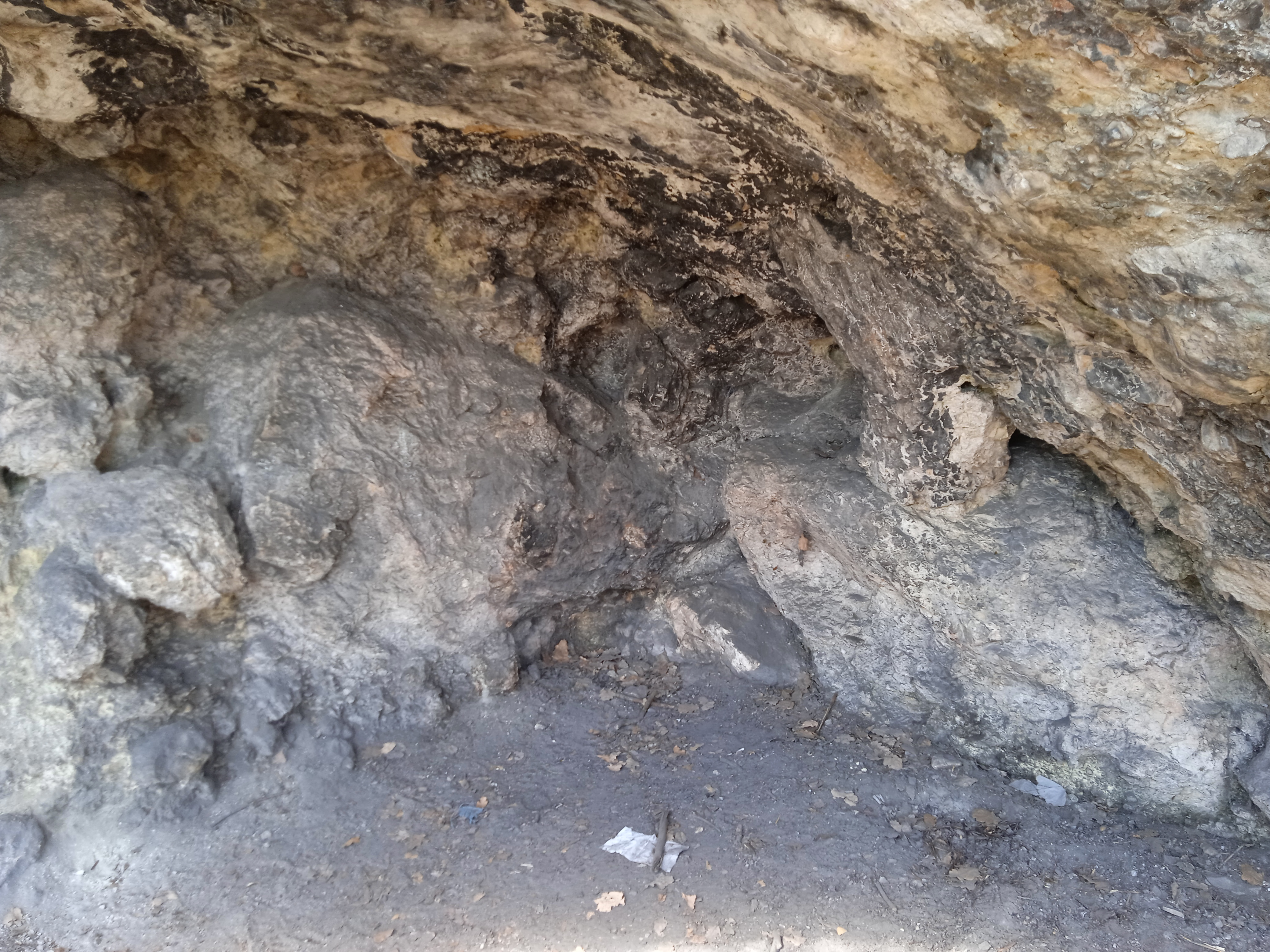
A Kő-lik-völgyi 1. sz. üreg belseje

A Kocsis Antal által írt, 1975-ben megjelent kiadványban az olvasható, hogy a Csákváron lévő kéttornyú templomtól ÉNy-ra, 1,5 km-re, a Balogh-völgy mellett fekszik a Kő-lik-völgy. Ennek bejáratánál, a völgy É-i oldalán van a Kő-lik-völgyi–fülke félköralakú bejárata. 5 m magas, 15–20 m széles, réteges dolomitfalban nyílik a fülke. A barlang 3 m hosszú, 5,4 m külső szélességű és 2,4 m magas. Befelé kissé keskenyedik és alacsonyodik. Érdekessége a barlangfal rétegzettsége, amely a lazább, breccsás réteg és a tömörebb, összeállóbb kőzetréteg váltakozásából áll. Ez járult hozzá az üreg kialakulásához is. Csákvári fiatalok gyakran látogatják és tüzet gyújtanak benne. Emiatt a fülke fala teljesen kormos, élővilága pedig kipusztult. Sok szemét van a barlang környékén. A Kő-lik a Kő-lik-völgyi 1. sz. üregtől 200 m-re található. A kiadványban lévő térképmellékleten látható a Kő-lik-völgyi 1. sz. üreg földrajzi elhelyezkedése. A térképen 17-es számmal van jelölve a barlang.
Az 1976-ban befejezett, Magyarország barlangleltára című kéziratban az van írva, hogy a Vértes hegységben, Csákváron fekszik a Csákvári kőfülke (Kő-lik-völgyi-fülke). A Csákváron lévő kéttornyú templomtól ÉNy-ra, kb. 2 km-re, a Kő-lik-völgy bejáratának É-i oldalán, 203 m tszf. magasságban van a barlang. Dolomitbreccsában van az üreg félköralakú bejárata. A barlang 4 m hosszú, 5,4 m széles (a bejárat) és 2,4 m magas. A dolomitbreccsában lévő, befelé keskenyedő üreget táborhelynek használják. A kézirat barlangot ismertető része 2 irodalmi mű alapján lett írva.
Az Alba Regia Barlangkutató Csoport által 1979-ben készített kézirat szerint a Csákvári kőfülke (Kő-lik-völgyi 1.sz. barlang, K1) az OKTH barlangleltárában, amelyben a Vértes hegység barlangjai között az 5. számú barlang, Csákvári kőfülke névvel van ismertetve. A Kocsis Antal által írt kiadványban Kő-lik-völgyi-fülke a barlang neve és 17-es a száma. Horváth János szpeleográfiai terepjelentésben ismertette az üreget. A barlang Csákváron (Fejér megye, Bicskei járás) helyezkedik el. Csákvár kéttornyú templomától 285°-ra, kb. 1,5 km-re, kb. 220 m tszf. magasságban található. A hegy lábánál, az erdő szélén kialakított erdei sétaúthoz közel, a Kő-lik-völgy elején, a völgy ÉK-i oldalán, a völgytalptól kb. 6–8 m-rel magasabban van. Az alacsonyodó sziklafal aljából, körszelet szelvénnyel nyílik a barlang völgyre tekintő, 2,4 m magas és 7,5 m széles bejárata, amely felett vékony kőzettakaró húzódik.

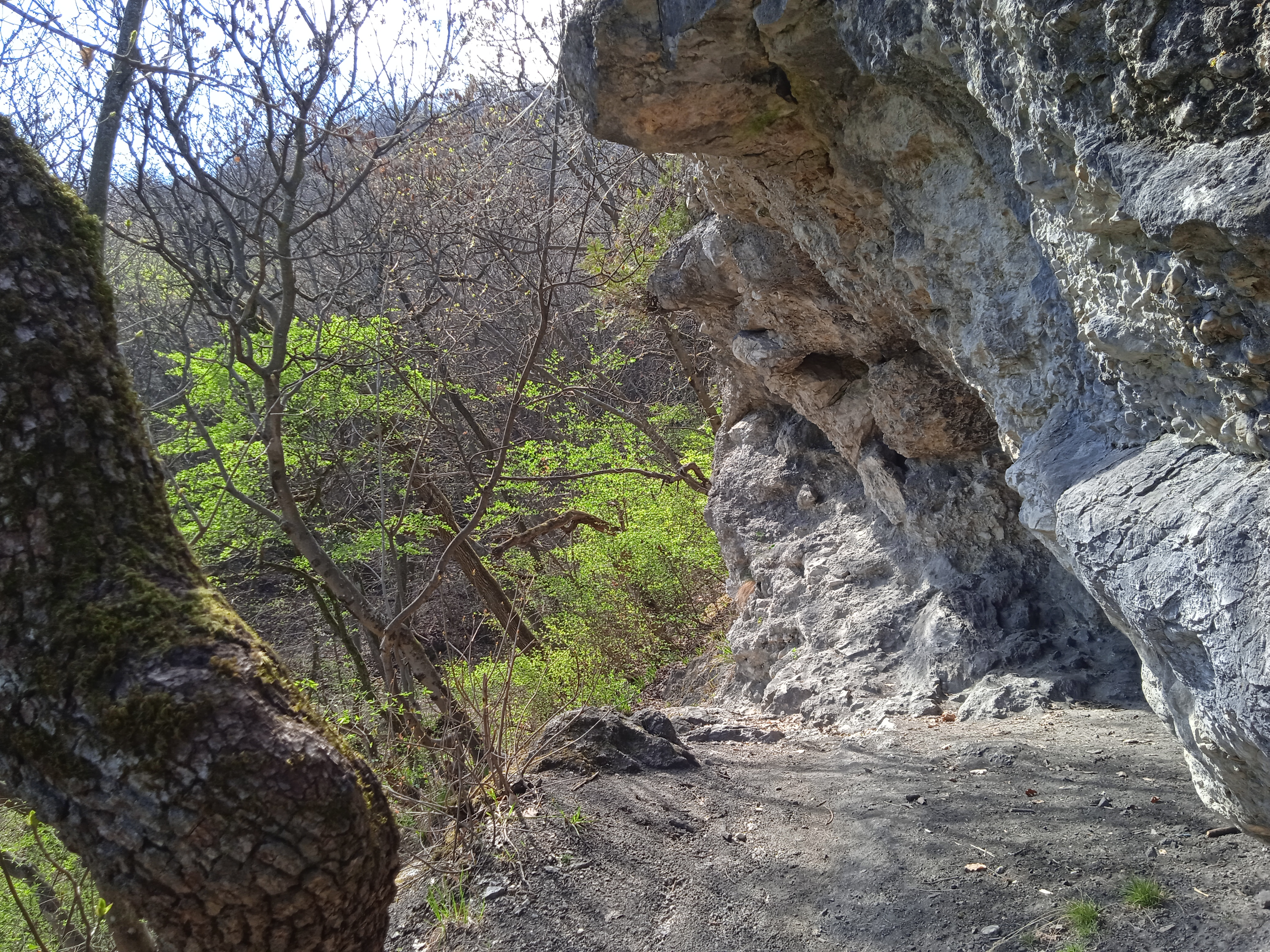
A Kő-lik-völgyi 1. sz. üreg előtere

A tág kőfülke vízszintes barlangtalp fölé hajlik. Befoglaló kőzete dolomitkonglomerátum, melyben apró dolomitkavicstól a lekerekített tömbig minden előfordul. Helyenként dolomitliszt cementáló anyaga. A kitöltés anyaga némi kőzettörmelék, humusz és dolomitliszt. A barlang a tömbös szerkezetű és a felette található, apróbb szemnagyságú kőzet mentén, az utóbbi kimállása miatt alakult ki. Egyetlen üregből áll, mely befelé alacsonyodik és majdnem félkör alaprajzú. Aljzata jobbról balra haladva 4,5 m-ig vízszintes, majd 35°-ban emelkedik. Az emelkedő rész nagyon korrodált, lyukas felületű, néhány helyen cukorszövet szerkezetű, és némi borsókő kiválás látszik rajta. Vékony kitöltésének felszínén faágak, levelek, sok faszén, friss tüzelés nyomai, falain pedig firkálás nyomai vannak. Helyenként kissé algásak falai. A Kő-lik-völgyi 2. sz. üreg bejárata a Kő-lik-völgyi 1. sz. üreg mellett balra, 6 m-re, kb. 1,5 m-rel magasabban, ugyanannak a sziklafalnak a tövében helyezkedik el. A Kő-lik-völgyi 1. sz. üregnek és a Kő-lik-völgyi 2. sz. üregnek azonos a befoglaló kőzete (dolomitkonglomerátum). Ugyanúgy jött létre mindkét barlang.
A csoport a Kő-lik-völgyi 1. sz. üreg mennyezetéről begyűjtött egy Chrysopa nembe tartozó fátyolkát. A példány nagyon hasonló a közönséges fátyolkára (Chrysopa carnea), de fején nincsenek foltok, ami meghatározó jegy lenne, illetve aranybarnás árnyalatú és nem zöld (többi jegye ugyanolyan mint a közönséges fátyolkáé). A barlang 7,5 m vízszintes kiterjedésű, 2,4 m magas és 3 m-re nyúlik a sziklafalba. A kis jelentőségű (helyi jelentőségű) üreg megfelelő védelmet nyújt esőben, esetleg bivakolásra alkalmas. Megtudja mutatni Szolga Ferenc a felszerelés nélkül is járható üreget. Megtörtént az üreg bejárása, felmérése és fényképezése. Nem érdemes tovább kutatni a barlangot, melyben az Alba Regia Barlangkutató Csoport tagjai 1979. február 11-én jártak. A Kő-lik-völgyi 3. sz. üreg a Kő-lik-völgyi 1. sz. üreghez és a Kő-lik-völgyi 2. sz. üreghez hasonlóan mállás miatt jött létre.
A kéziratba bekerült a barlang alaprajz térképe és két keresztszelvény térképe. A térképek 1:100 méretarányban ábrázolják a barlangot. Az alaprajz térkép használatához a térképlapon jelölve van az É-i irány. Az alaprajz térképen megfigyelhető a 2 keresztszelvény elhelyezkedése a barlangban. A térképek elkészítéséhez a barlangot Szolga Ferenc, Gönczöl Imréné, Zentai Ferenc és Widermann Tibor mérték fel 1979. február 11-én. A térképeket 1979. február 23-án rajzolta Szolga Ferenc. A kéziratban lévő, Kő-lik-völgyi 2. sz. üreg térképlapján van egy vázlatrajz, amely bemutatja a Kő-lik-völgyi 2. sz. üregnek a Kő-lik-völgyi 1. sz. üreghez viszonyított földrajzi elhelyezkedését (M = 1:200). (A vázlatrajz használatához a térképlapon jelölve van az É-i irány.) A kéziratban látható Csákvár nyugati részének térképe (kb. 1:25.000 méretarány). A térképen jelölve van az É-i irány. A térképen megfigyelhető a Kő-lik-völgyi 1. sz. üreg (a térképen: K1) földrajzi elhelyezkedése.
A kéziratban van hét olyan fénykép, amelyek szemléltetik a barlangot. Az első fényképen a Kő-lik-völgy látképe látható. A fénykép a csákvári temető Ny-i végén készült. A fényképen jelölve van a Kő-lik-völgyi 1. sz. üreg helye. A második fényképen a barlang bal oldala, a harmadik fényképen pedig az üreg bal oldalából látható környezet figyelhető meg. A negyedik és ötödik fényképen az üreg mennyezete van megörökítve. A hatodik fényképen a bal oldalról, a hetedik fényképen pedig a jobb oldalról fényképezett barlangbejárat van bemutatva. A fényképeket Zentai Ferenc készítette.

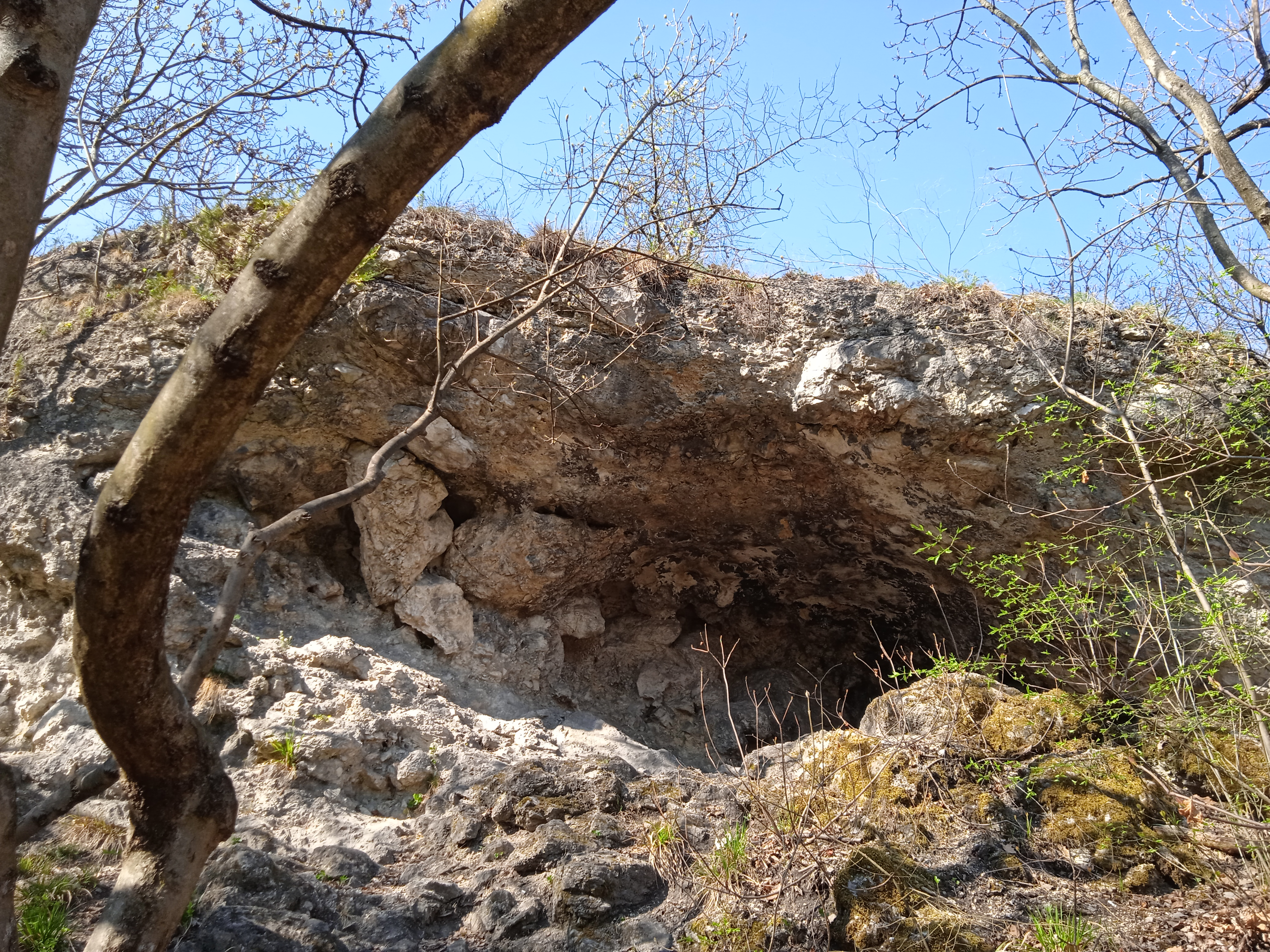
A Kő-lik-völgyi 1. sz. üreg bejárata

Az 1984-ben kiadott, Magyarország barlangjai című könyv országos barlanglistájában szerepel a Vértes hegység barlangjai között a barlang Kőlik-völgyi 1. sz. barlang (Csákvári-kőfülke, Kőlik-völgyi fülke) néven. A listához kapcsolódóan látható a Dunazug-hegység barlangjainak földrajzi elhelyezkedését bemutató 1:500 000-es méretarányú térképen a barlang földrajzi elhelyezkedése. A Béni Kornél és Viszló Levente által írt, 1996-ban napvilágot látott könyvben szó van arról, hogy a Csákváron lévő Kő-lik-völgyben 11 barlang van. A Kő-lik mellett, egymáshoz viszonylag közel sok további üreg helyezkedik el. Ezek az üregek dolomitkonglomerátumban és dolomitbreccsában jöttek létre. A Balogh-völgyi 1. sz. odú és a Balogh-völgyi 2. sz. odú minden tekintetben hasonló a Kő-lik-völgy barlangjaihoz. A Fáni-völgyben megfigyelhető sok barlang miatt a Fáni-völgy a Kő-lik-völgyhöz hasonló. Ugyanolyan dolomitbreccsa a felépítő kőzet is. A Fáni-völgyben lévő barlangok kialakulásának esetében is a fagyaprózódásos kimállás játszotta a főszerepet.
A barlang 2003. május 2-án, BTI kataszteri felvétel alapján készült nyilvántartólapja szerint a 4521-33 barlangkataszteri számú Kő-lik-völgyi 1. sz. üreg (Kő-lik-völgyi 1. sz. barlang, Csákvári-kőfülke, Kő-lik völgyi-fülke) a Vértes hegységben lévő Csákváron (Fejér megye) található. Az üreg bejáratának koordinátái (Trimble Geoexplorer 3): X: 604460, Y: 228170, Z: 226. Hegyoldalon lévő sziklakibúvásban, erdőben van a barlang 5,2 m széles, 2,3 m magas, természetes jellegű, íves alakú és vízszintes tengelyirányú bejárata. A részletesen felmért barlang 3 m hosszú, 2,4 m függőleges kiterjedésű, 2,4 m magas, 0 m mély és 3 m vízszintes kiterjedésű. Triász dolomitban, konglomerátumban húzódik az üreg. Az üreg kifagyásos kőzetaprózódás miatt jött létre. A sziklaeresz térformájú barlang vízszintes aljzatú, és jellemző szelvénytípusa a szabálytalan.
Borsókő figyelhető meg az üregben. Szervetlen, helyben keletkezett törmelékkitöltése kőzettörmelékből áll. Szerves kitöltése: alga, növénytörmelék. Az üreg antropogén maradványai: korom, feliratok. Tematikus feldolgozás: irodalom, térkép, fénykép, leírás. 1966-ban lett először említve a barlang az irodalomban (Horváth János, szpeleográfiai terepjelentés). A turizmus által veszélyeztetett, kissé megváltoztatott barlang taposott aljzatú. A könnyű sétával megközelíthető, könnyen járható barlang megtekintéséhez nem szükséges engedély. Illetékes természetvédelmi hatóság: Duna–Ipoly Nemzeti Park Igazgatóság. A barlang felszínének védettsége: Vértesi Tájvédelmi Körzet (19/1976. OTvH határozat).
A hegy lábánál, vízszintesen húzódó tanösvény közvetlen a barlangbejárat mellett halad. A kataszteri felvétel időpontjában az üreg egész aljzatát vastagon borította behordott szalma, melynek célja nem derült ki. A barlangot először Horváth János említette (az 1966-ban készült szpeleográfiai terepjelentésben), ami azonban a barlang dossziéjában nincs benne, majd 1979-ben az Alba Regia Barlangkutató Csoport által végzett kataszterezéskor lett elkészítve a barlang részletes térképe. A felszerelés nélkül látogatható barlang természetes állapota kis mértékben megváltozott, és mivel turistaút közelében fekszik és könnyen elérhető, emiatt kis állapotváltozás a jövőben is fenyegeti. Befoglaló kőzete a Kő-lik-völgyi 2. sz. üregéhez és a Kő-lik-völgyi 3. sz. üregéhez hasonlóan triász dolomitkonglomerátum.